# Союз-29
Союз-28 — космічний корабель (КК) серії «Союз», типу Союз 7К-Т. Серійний номер 46. Реєстраційні номери: NSSDC ID: 1978-061A; NORAD ID: 10952. Четвертий політ до станції Салют-6. Старт з другим основним екіпажем (ЕО-2) Ковальонок/Іванченков; посадка з екіпажем четвертих відвідин (ЕП-4) Биковський/Єн

## Екіпаж

### Стартовий
- Основний

Командир Ковальонок Володимир Васильович
Бортінженер Іванченков Олександр Сергійович
- Дублерний

Командир Ляхов Володимир Афанасійович
Бортінженер Рюмін Валерій Вікторович
- Резервний

Командир Попов Леонід Іванович
Бортінженер Лебедєв Валентин Віталійович

### Посадковий
Командир Биковський Валерій Федорович
Космонавт-дослідник Єн Зигмунд Вернер Пауль

## Хронологія польоту
15 червня 1978 року о 20:16:45 UTC з космодрому Байконур ракетою-носієм Союз-У (11А511У) запущено КК Союз-29 з другим основним екіпажем (ЕО-2) Ковальонок/Іванченков.
16 червня о 21:58:14 UTC КК Союз-29 пристикувався до переднього стикувального порту (ПСП) станції Салют-6.
27 червня о 15:27:21 UTC з космодрому Байконур ракетою-носієм Союз-У (11А511У) запущено КК Союз-30 з екіпажем третіх відвідин (ЕП-3) Климук/Гермашевський.
28 червня о 17:07:49 UTC КК Союз-30 пристикувався до заднього стикувального порту (ЗСП) комплексу Салют-6 – Союз-29
Після стикування на станції перебувало чотири особи (ЕО-2 і ЕП-3): Ковальонок/Іванченков/Климук/Гермашевський.
5 липня о 10:14:50 UTC КК Союз-30 з ЕП-3 Климук/Гермашевський відстикувався від ЗСП комплексу Салют-6 — Союз-29.
На станції залишився ЕО-2: Ковальонок/Іванченков.
5 липня о 13:30:20 КК Союз-30 успішно приземлився за 300 км на захід від міста Цілиноград.
7 липня об 11:26:16 UTC з космодрому Байконур ракетою-носієм Союз-У (11А511У) запущено КК Прогрес-2.
9 липня о 12:58:59 UTC КК Прогрес-2 пристикувався до ЗСП комплексу Салют-6 – Союз-29.
29 липня в 04:00 UTC ЕО-2 почав вихід у відкритий космос і закінчив його через 2 години 20 хвилин о 06:20 UTC.
2 серпня о 04:57:44 UTC КК Прогрес-2 відстикувався від ЗСП комплексу Салют-6 – Союз-29 і 4 серпня о 02:15 UTC припинив існування.
7 серпня о 22:31:22 UTC з космодрому Байконур ракетою-носієм Союз-У (11А511У) запущено КК Прогес-3.
9 серпня о 23:59:30 UTC КК Прогрес-3 пристикувався до ЗСП комплексу Салют-6 – Союз-29.
21 серпня о 15:42:50 UTC КК Прогрес-3 відстикувався від ЗСП комплексу Салют-6 – Союз-29 і 23 серпня о 17:30 UTC припинив існування.
26 серпня о 14:51:30 UTC з космодрому Байконур ракетою-носієм Союз-У (11А511У) запущено КК Союз-31 з екіпажем четвертих відвідин (ЕП-4) Биковський/Єн.
27 серпня о 16:37:37 UTC КК Союз-31 пристикувався до ЗСП комплексу Салют-6 – Союз-29.
Після стикування на станції перебувало чотири особи (ЕО-2 і ЕП-4): Ковальонок/Іванченков/Биковський/Єн.
3 вересня о 08:23 UTC КК Союз-29 з ЕП-4 відстикувався від ЗСП комплексу Салют-6 – Союз-29.
На станції залишився ЕО-2: Ковальонок/Іванченков.
3 вересня об 11:40:34 UTC КК Союз-29 здійснив посадку за 140 км на південний схід від міста Джезказган.